# Shadi Sadr
Shadi Sadr, en persan : شادی صدر, née en 1974, est une intellectuelle iranienne, avocate, essayiste, romancière, journaliste et une activiste pour les droits de l'homme, ceux des femmes et également ceux des LGBT. Elle est la fondatrice de Zanan-e Iran (Femmes d'Iran), le premier site internet dédié aux militantisme pour la défense des femmes en Iran. Elle est également une conférencière. En 2004, elle reçoit le prix Ida B. Wells, de la bravoure en journalisme, de la part de Women's eNews (en). Elle obtient, le 10 mars 2010, de la secrétaire d'État des États-Unis, Hillary Clinton, le Prix international de la femme de courage.

## Crédits
- (en) Cet article est partiellement ou en totalité issu de l’article de Wikipédia en anglais intitulé « Shadi Sadr » (voir la liste des auteurs).